# Таволжанка (Курганская область)
Таволжа́нка — деревня в Куртамышском районе Курганской области России. Входит в состав Пепелинского сельсовета.

## География
Деревня находится в южной части области, в пределах юго-западной части Западно-Сибирской равнины, в лесостепной зоне, вокруг озера Таволжанки, на южных берегах озера Макарово, на расстоянии примерно 12 километров (по прямой) к северо-западу от города Куртамыша, административного центра района.
Абсолютная высота — 158 метров над уровнем моря.

### Климат
Климат характеризуется как континентальный, с холодной продолжительной малоснежной зимой и тёплым сухим летом. Среднегодовая температура — −1 °C. Средняя температура воздуха самого холодного месяца (января) составляет −17,7 °C (абсолютный минимум — −49 °С); самого тёплого месяца (июля) — 19 °C (абсолютный максимум — 41 °С). Безморозный период длится 113 дней. Годовое количество атмосферных осадков — 344 мм, из которых 190—230 мм выпадает в вегетационный период. Продолжительность периода с устойчивым снежным покровом равна 161 дню.

## История
До 2018 года входила в состав Масловского сельсовета, упразднённого Законом Курганской области 25 октября 2017 года N 97.

## Население
| 1989 | 2002 | 2010 |
| ---- | ---- | ---- |
| 186  | ↘142 | ↘69  |

### Гендерный состав
По данным Всероссийской переписи населения 2010 года в гендерной структуре населения мужчины составляли 47,8 %, женщины — соответственно 52,2 %.

### Национальный состав
Согласно результатам Всероссийской переписи населения 2002 года, в национальной структуре населения русские составляли 100 %.

## Инфраструктура
Личное подсобное хозяйство.

## Транспорт
Деревня доступна автотранспортом.